# Chavannes-près-Renens
Chavannes-près-Renens je obec na jihozápadě Švýcarska, v okrese Ouest lausannois v kantonu Vaud. Žije zde přibližně 7 700 obyvatel.

## Geografie

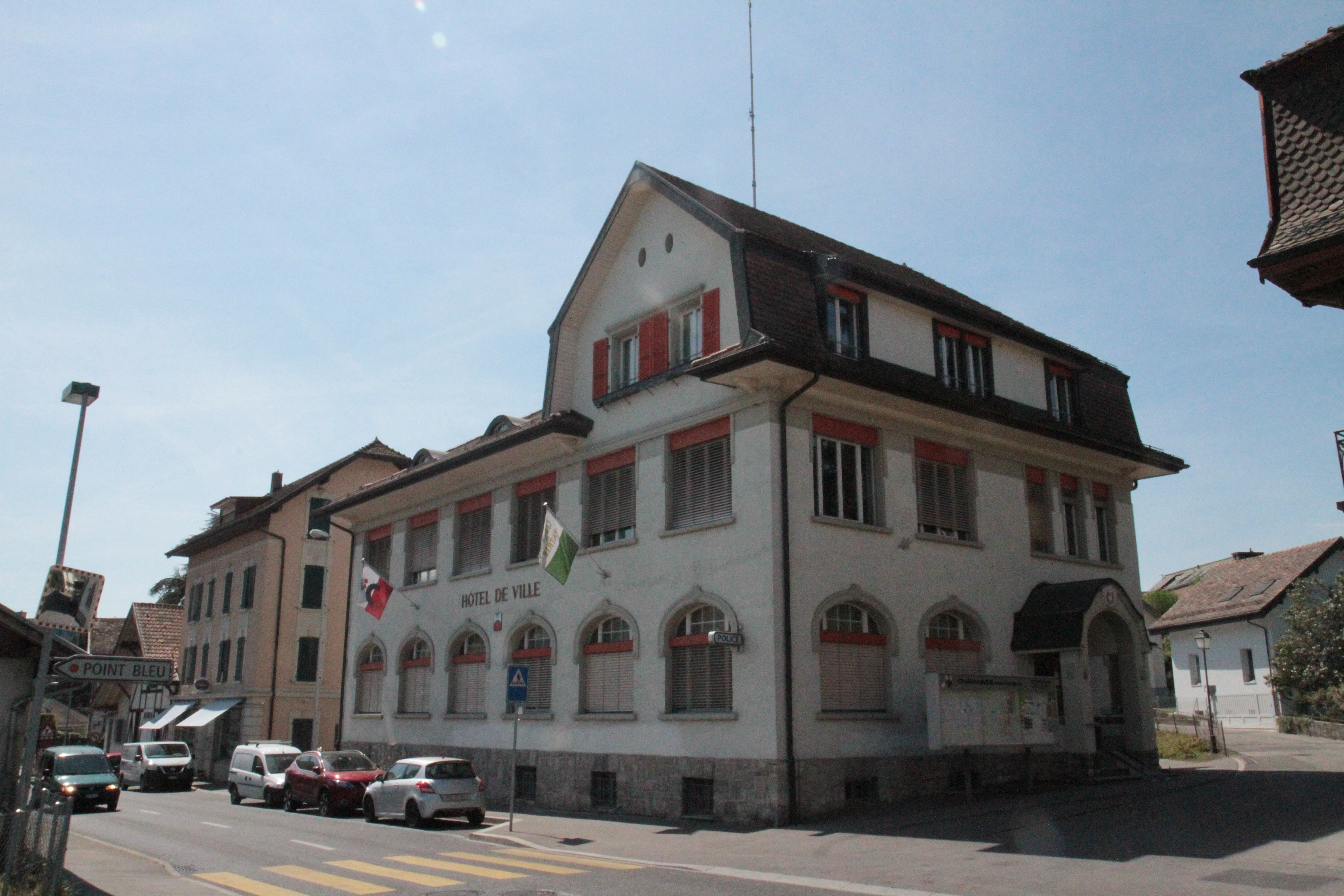
Obecní úřad

Chavannes-près-Renens leží v nadmořské výšce 415 m, vzdušnou čarou 4,5 km severozápadně od kantonálního hlavního města Lausanne. Aglomerace obce Lausanne se rozkládá na náhorní plošině mezi potoky Sorge na západě a Mèbre na východě, severně od Ženevského jezera.
Rozloha obce 1,7 km² zahrnuje malou oblast na západě Lausanne. Západní a jižní hranice tvoří tok řeky Sorge. Ta protéká údolím a pod ústím do řeky Mèbre přijímá jméno Chamberonne. Na severu se území obce rozkládá na terase na úpatí svahů, které na severu hraničí se Ženevským jezerem. Pod Renens dosahuje nejvyšší bod Chavannes-près-Renens výšky 422 m n. m. V obci se nacházejí dvě vesnice. V roce 1997 bylo 62 % rozlohy obce pokryto zastavěnou plochou, 8 % lesy a lesními porosty, 29 % zemědělstvím a necelé 1 % neproduktivní půdou.
Sousedními obcemi Chavannes-près-Renens jsou Renens, Lausanne, Ecublens a Crissier. Zástavba obce plynule splývá s okolními obcemi.

## Historie

Letecký pohled (1960), Chavannes vpravo uprostřed

Obec Chavannes-près-Renens byla osídlena již velmi brzy, což dokládají nálezy z doby bronzové, doby římské a raného středověku. První písemná zmínka o obci pochází z roku 1272 pod názvem Chavanes, název Cabanae se objevil v roce 1378. Název místa je odvozen od pozdně latinského slova capanna (chata, malý dvorek).
Od středověku patřilo Chavannes-près-Renens lausannské katedrální kapitule a pánům z Ecublens. Po dobytí Vaudu Bernem v roce 1536 přešla vesnice pod správu panství Lausanne. Po pádu Staré konfederace patřilo Chavannes v letech 1798–1803 v období helvétského soustátí ke kantonu Léman, který byl poté po vstupu v platnost Ústavy o zprostředkování sloučen s kantonem Vaud. V roce 1798 byla obec přiřazena k okresu Morges. Chavannes-Epenex je samostatnou farností teprve od roku 1966, předtím patřila k farnosti Ecublens.

## Obyvatelstvo
| Rok            | 1850 | 1900 | 1910 | 1930 | 1950 | 1960 | 1970 | 1980 | 1990 | 2000 |
| Počet obyvatel | 157  | 295  | 1010 | 1233 | 1162 | 1583 | 2961 | 4908 | 6102 | 6063 |

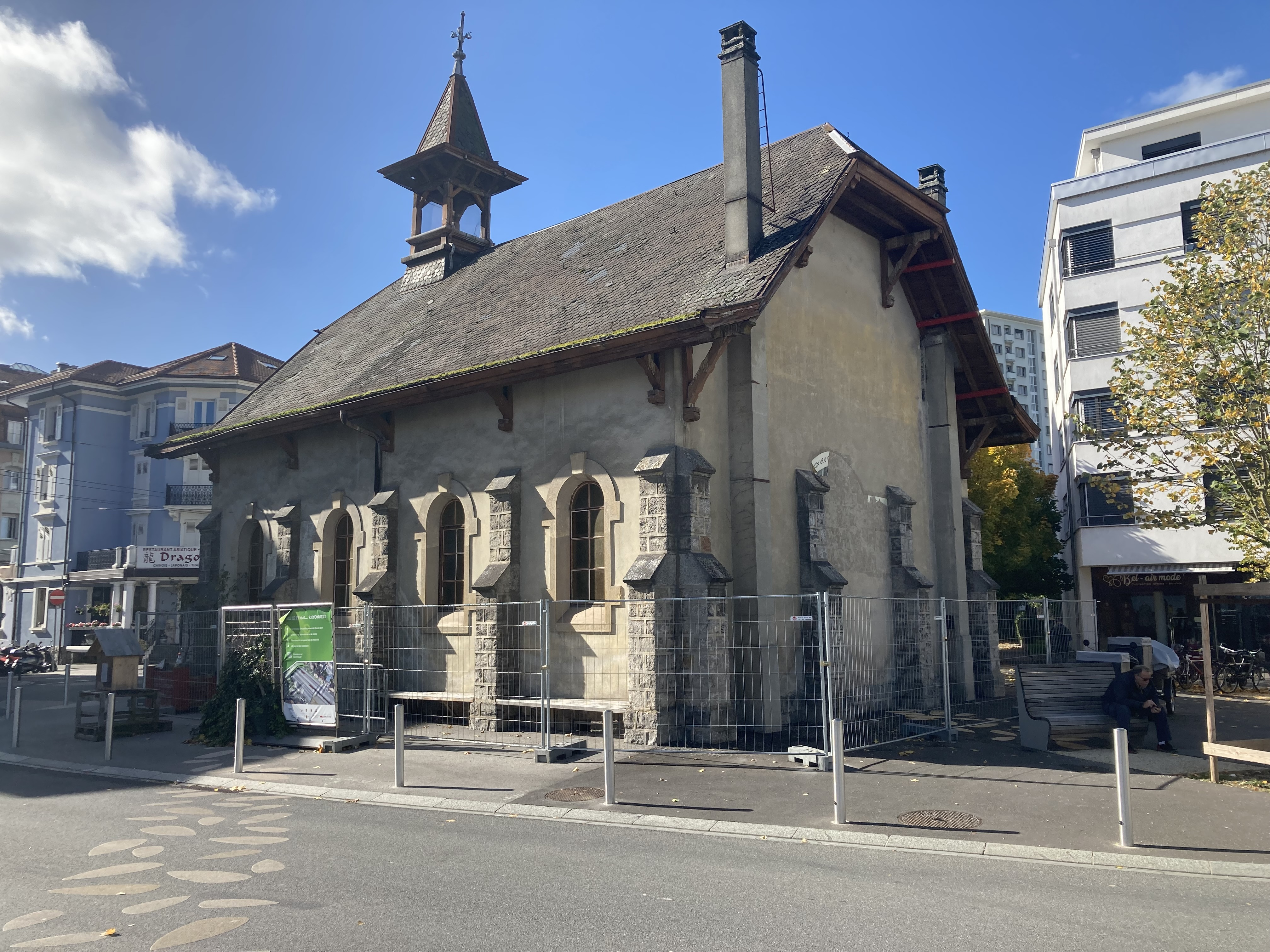
Kostel

Z celkového počtu obyvatel je 73,5 % francouzsky mluvících, 6,4 % italsky mluvících a 4,6 % německy mluvících (údaj z roku 2000). Počet obyvatel Chavannes-près-Renens se zvýšil zejména v prvním desetiletí 20. století, ale poté zůstal dlouho stabilní. Od roku 1950 začal počet obyvatel rychle růst a během 40 let se zvýšil pětinásobně. Od roku 1990 byly zaznamenány pouze malé výkyvy.

## Hospodářství
Až do první poloviny 20. století byla obec Chavannes-près-Renens především zemědělskou obcí. Zejména v meziválečném období se obec proslavila pěstováním zeleniny. Dnes je však v primárním sektoru (pěstování zeleniny a květin) stále aktivní pouze jedna farma.
První mlýny na obou potocích Sorge a Mèbre jsou zmiňovány již v pozdním středověku. Na konci 18. století byla založena papírna. Po roce 1900 se v horní části obce poblíž železniční stanice Renens usídlily četné řemeslné a průmyslové podniky. V letech 1902–1971 zde působila společnost Poterie moderne SA, která využívala ložiska hlíny v okolí Chavannes. Dnes je průmysl zaměřen na výrobu brusných strojů, průmyslových diamantů a průmyslových kartáčů, dále na nábytkářský a potravinářský průmysl.
Řada dalších pracovních míst je k dispozici v sektoru služeb. V posledních desetiletích se obec vyvinula také v rezidenční obec, přičemž mnoho pracujících pracuje v Lausanne. Nejjižnější část obce patří ke kampusu Lausanne, kde se nachází studentská kolej Vortex.

## Doprava
Obec má velmi dobré dopravní spojení. Má dobré dopravní spojení do Lausanne a na dálnici A1. Zástavba obce je však rozdělena západním dálničním přivaděčem z Lausanne, který byl otevřen v roce 1964. Chavannes-près-Renens je napojeno na síť veřejné dopravy prostřednictvím Transports publics de la région Lausannoise (autobusové linky a linka M1 metra v Lausanne).